# 이대마
이대마는 前 대한불교 조계종 수석 부의장이자, 불교연합당의 정치인이었다.
자신을 비롯한 큰스님들의 도박 사실을 폭로하여 조계종을 뒤집고자 하였으나 증거불충분으로 큰스님들은 풀려나고 이대마 본인만 멸빈당하고 말았다.
이후 구타를 당했다고 밝혔으며, 실제로 인터뷰 당시 얼굴에 구타의 흔적이 있었다. 2023년 기준 75세인 현재는 모든 sns에서 잠적하고 요양원에서 말년을 보내고 있다.